# Jeff Marsh

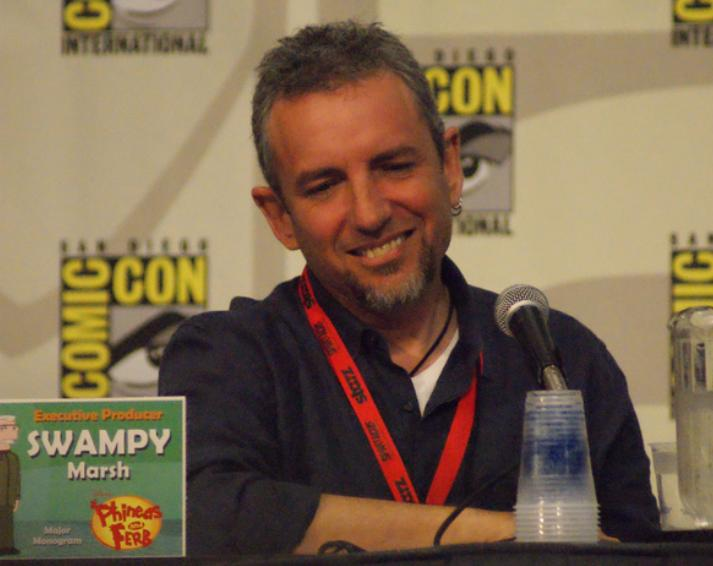
Jeff „Swampy“ Marsh

Jeff „Swampy“ Marsh (auch Jeff Harsh, Jeffrey Marsh oder Swampy Marsh; * 9. Dezember 1960 in Santa Monica, Kalifornien) ist ein US-amerikanischer Cartoonist, Regisseur, Filmproduzent, Synchronsprecher, Art Director und Drehbuchautor. Mit Dan Povenmire erfand er die Zeichentrickserien Phineas und Ferb und Schlimmer geht’s immer mit Milo Murphy.

## Leben
Marshs erste berufliche Schritte begannen von 1993 bis 1996 bei der Zeichentrickserie Rockos modernes Leben. Im Jahr 1996 gewann er zusammen mit Dan Povenmire den EMA-Award für die Arbeit an der Episode O-Town räumt auf von Rockos modernes Leben.
Von 2007 bis 2015 arbeitete er zusammen mit Povenmire an der Zeichentrickserie Phineas und Ferb. In der Originalversion ist er die Synchronstimme des Major Monogram.
Seit dem 17. Dezember 2006 ist Jeff Marsh mit Brigitte Marsh verheiratet und hat mit ihr zwei Kinder.